# 田师府站
田师府站，位于中华人民共和国辽宁省本溪市本溪满族自治县田师傅镇，是溪田铁路上的火车站，建于1939年，由中国铁路沈阳局集团本溪车务段管辖。

## 車站周邊
- 本溪市第二十九中学
- 中国邮政储蓄银行田师傅支行
- 田矿小学
- 本溪满族自治县第七中学

## 歷史
- 建于1939年。